# Typhloroncus troglobius
Typhloroncus troglobius är en spindeldjursart som beskrevs av William B. Muchmore 1982. Typhloroncus troglobius ingår i släktet Typhloroncus och familjen Ideoroncidae. Inga underarter finns listade i Catalogue of Life.